# I Know You Don't Love Me
«I Know You Don't Love Me» — третій сингл американського репера Тоні Єйо з його дебютного студійного альбому Thoughts of a Predicate Felon. Приспів виконує 50 Cent, решта членів G-Unit читає реп. Пісня оповідає про їхні стосунки з однією жінкою, котра не здогадується, що вони знають, вона не кохає жодного, а лише фліртує з ними та іншими реперами. На підтвердження цього у приспіві згадано імена кількох виконавців («I know you don't love me, you ain't the same when Jay-Z's around/I know you don't love me/I know you don't love me, you scream and holla when Eminem's in town»).

## Відеокліп
У поліекранному кліпі кожен репер має свій окремий відеоряд. Той, хто читає реп отримує більший екран, решту показано нижче. Жінка з головного екрану майже завжди з тим, хто читає реп (за винятком першої частини, де під час куплету Young Buck на п'ятому екрані показано, як вона йде на зустріч з ним. Після часу проведеного з усіма чоловіками окремо жінка потрапляє до ліфту, звідки невдовзі виходить присоромленою розмовою реперів усередині, які заявляють, що їм відомо про її розбещеність.

## Чартові позиції
| Чарт (2005)                                       | Найвища позиція |
| ------------------------------------------------- | --------------- |
| US Bubbling Under R&B/Hip-Hop Singles (Billboard) | 5               |